# Jurupeba
Jurupeba é um distrito do município brasileiro de Palestina, que integra a Região Metropolitana de São José do Rio Preto, no interior do estado de São Paulo.

## História

### Formação administrativa
- Pelo Decreto nº 10.001 de 24/02/1939 o município de Palestina foi dividido em 3 zonas: 1ª zona - Palestina, 2ª zona - Santa Filomena, 3ª zona - Guarda Mor[3].
- O Decreto nº 11.582 de 18/11/1940 cria o distrito policial de Guarda Mor no município de Palestina e estabelece suas divisas[4].
- O distrito de Jurupeba foi criado pelo Decreto-Lei n° 14.334 de 30/11/1944, com a zona de Guarda Mor mais terras do distrito sede de Palestina[5].

## Geografia

### Área urbana
A sede do distrito é a vila de Jurupeba, com um total de 136 domicílios (IBGE 2022).

### Demografia

#### População urbana
| Crescimento população urbana | Crescimento população urbana | Crescimento população urbana | Crescimento população urbana |
| Censo                        | Pop.                         |                              | %±                           |
| ---------------------------- | ---------------------------- | ---------------------------- | ---------------------------- |
| 1950                         | 309                          |                              | —                            |
| 1960                         | 433                          |                              | 40,1%                        |
| 1970                         | 266                          |                              | −38,6%                       |
| 1980                         | 363                          |                              | 36,5%                        |
| 1991                         | 252                          |                              | −30,6%                       |
| 2000                         | 197                          |                              | −21,8%                       |
| 2010                         | 246                          |                              | 24,9%                        |
| 2022                         | 195                          |                              | −20,7%                       |
| Fonte: IBGE e Fundação SEADE |                              |                              |                              |

#### População total
Pelo Censo 2022 (IBGE) a população total do distrito era de 504 habitantes.

### Área territorial
A área territorial do distrito é de 133,207 km² (IBGE 2022).

### Rodovias
O principal acesso ao distrito é a estrada vicinal Palestina-Jurupeba-Orindiúva, sendo que o distrito localiza-se a 15 quilômetros de distância da sede do município.

## Serviços públicos

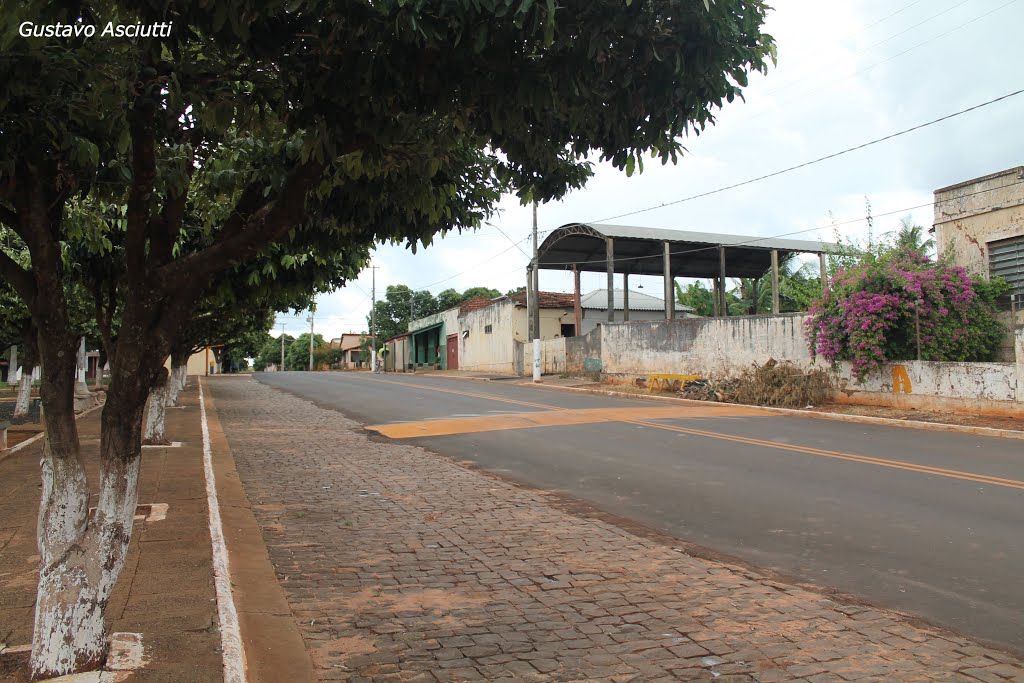
Aspecto local.

### Registro civil
Atualmente é feito na sede do município, pois o Cartório de Registro Civil das Pessoas Naturais do distrito foi extinto pelo  Tribunal de Justiça do Estado de São Paulo, e seu acervo foi recolhido ao cartório do distrito sede.

### Saneamento
O serviço de abastecimento de água é feito pela Empresa de Saneamento de Palestina (ESAP), controlada pela Iguá Saneamento e Aviva Ambiental. Possui uma estação de tratamento de esgoto, a ETE Jurupeba.

### Energia
A responsável pelo abastecimento de energia elétrica é a CPFL Paulista, distribuidora do grupo CPFL Energia.

### Telecomunicações
O distrito era atendido pela Telecomunicações de São Paulo (TELESP), que inaugurou a central telefônica utilizada até os dias atuais. Em 1998 esta empresa foi vendida para a Telefônica, que em 2012 adotou a marca Vivo para suas operações.

## Religião
O Cristianismo se faz presente no distrito da seguinte forma:

### Igreja Católica
- A igreja faz parte da Diocese de São José do Rio Preto[21].

### Igrejas Evangélicas
- Assembleia de Deus - O distrito possui uma congregação da Assembleia de Deus Ministério do Belém, vinculada ao Campo de Ipaussu. Por essa igreja, através de um início simples, mas sob a benção de Deus, a mensagem pentecostal chegou ao Brasil. Esta mensagem originada nos céus alcançou milhares de pessoas em todo o país, fazendo da Assembleia de Deus a maior igreja evangélica do Brasil[22].
- Congregação Cristã no Brasil[23].